# Чемпионат СССР по футболу 1974 (вторая лига, 6 зона)
В 6 зону были включены 18 украинских команд и два коллектива из Молдавской ССР, при этом за команду из города Тирасполь, территориально находившегося в зоне Одесского военного округа, выступали футболисты армейской команды Одессы. В рамках турнира определялся чемпион Украинской ССР, которым по итогам турнира стал «Судостроитель». Команда из Николаева уверенно прошла весь турнир, проведя без поражений 35 матчей подряд и досрочно, за четыре тура до окончания первенства завоевала 1 место.

## Итоги первенства
Турнир проводился с 6 апреля по 1 ноября. Всего было проведено 380 матчей, в которых забито 837 голов (в среднем 2,20 за игру). Самыми результативными командами стали СК «Чернигов» и харьковский «Металлист», но призом «Рубиновый кубок», учреждённым газетой «Молодь України» для команды забившей наибольшее количество мячей, был награждён «Металлист», как коллектив занявший более высокое место.
В этом сезоне в регламент соревнований снова были внесены изменения. В случае если матч заканчивался результативной ничьей, командам начислялось по одному очку. Если же поединок заканчивался нулевой ничьей, то команды пробивали по пять пенальти. Победитель серии одиннадцатиметровых получал одно очко, проигравшему баллы не начислялись. Если в серии пенальти не выявился победитель, обе команды получали по одному очку. Но на практике, все послематчевые пенальти дружно заканчивались ничейным исходом, за исключением поединка «Автомобилист» — «Фрунзенец» 3:2. Вскоре, по предложению Всесоюзной федерации футбола, Спорткомитетом СССР, 8 мая 1974 года, в регламент соревнований были внесены изменения, отменившие послематчевые пенальти, но при этом у команд ранее сыгравших со счётом 0:0, оставалось прежнее количество очков и изменения в турнирную таблицу не вносились.
В поединке второго круга «Металлист» — «Кривбасс», завершившегося победой харьковчан со счётом 2:0, принял участие футболист Иосиф Бордаш, который должен был пропускать этот матч из-за перебора жёлтых карточек. В результате, после протеста криворожской команды, решением Федерации футбола Украинской ССР, «Металлисту» было засчитано техническое поражение, а «Кривбассу» соответственно, начислено два очка, что в итоге позволило криворожской команде стать бронзовым призёром первенства и стать участником переходных матчей за право повыситься в классе.

## Турнирная таблица
| Место | Команда                  | В  | Н  | П  | Голы  | О  |
| ----- | ------------------------ | -- | -- | -- | ----- | -- |
| 1     | Судостроитель (Николаев) | 19 | 17 | 2  | 47—18 | 55 |
| 2     | Металлист (Харьков)      | 15 | 15 | 8  | 63—42 | 45 |
| 3     | Кривбасс (Кривой Рог)    | 15 | 14 | 9  | 47—33 | 44 |
| 4     | Фрунзенец (Сумы)         | 18 | 8  | 12 | 54—41 | 44 |
| 5     | Говерла (Ужгород)        | 16 | 12 | 10 | 45—38 | 44 |
| 6     | СК Чернигов              | 17 | 9  | 12 | 63—46 | 43 |
| 7     | Локомотив (Винница)      | 14 | 14 | 10 | 48—33 | 42 |
| 8     | Автомобилист (Житомир)   | 15 | 11 | 12 | 50—39 | 41 |
| 9     | СК Луцк                  | 14 | 12 | 12 | 33—31 | 40 |
| 10    | Локомотив (Херсон)       | 13 | 13 | 12 | 49—48 | 39 |
| 11    | Команда г. Тирасполь     | 9  | 21 | 8  | 40—40 | 39 |
| 12    | Буковина (Черновцы)      | 14 | 10 | 14 | 51—45 | 38 |
| 13    | Авангард (Севастополь)   | 14 | 9  | 15 | 46—47 | 37 |
| 14    | Динамо (Хмельницкий)     | 11 | 14 | 13 | 32—38 | 36 |
| 15    | Колос (Полтава)          | 9  | 17 | 12 | 25—29 | 35 |
| 16    | Гранит (Черкассы)        | 9  | 16 | 13 | 32—49 | 34 |
| 17    | Звезда (Кировоград)      | 11 | 9  | 18 | 34—46 | 31 |
| 18    | Авангард (Ровно)         | 12 | 6  | 20 | 33—52 | 30 |
| 19    | Строитель (Тернополь)    | 8  | 10 | 20 | 31—49 | 26 |
| 20    | Пищевик (Бендеры)        | 5  | 6  | 27 | 14—73 | 16 |

| Состав победителя турнира, команды Судостроитель (Николаев)1 |
| --- |
| В. Турпак (15 игр2), И. Балан (2), С. Круликовский (9), Ю. Бойко (13), Г. Ищенко (8), А. Чунихин (8), М. Сарабин (7), А. Аверьянов (17), В. Булгаков (10), В. Науменко (8), А. Горбик (11), А. Оленев (1), С. Жайворонок (4), И. Шопа (16), П. Николаес (12), Р. Давид (14), Е. Даннекер (18), Р. Суанов (20) |
| Старший тренер — Е. Ф. Лемешко, тренер — А. М. Норов, начальник команды — Я. Ф. Борисов |
| 1 Отсутствуют полные сведения о сыграных встречах. Приведены имеющиеся данные 2 Количество сыгранных матчей с учётом игр в переходном турнире |

| Состав серебряного призёра, завоевавшего путёвку в первую лигу, команды Металлист (Харьков) |
| --- |
| Ю. Цымбалюк (45 игр1), И. Бордаш (44), Р. Покора (37), В. Тимашевич (33), О. Крамаренко (30), А. Поллак (29), А. Демченко (27), А. Лаптев (27), А. Лысенко (26), В. Харчук (25), Г. Курганов (25), А. Косолапов (24), А. Бильдюк (23), А. Борисенко (22), А. Сивак (22), А. Майборода (20), С. Малько (18), В. Беспалько (18), Н. Коновалов (18), С. Данилюк (16), А. Житник (15), С. Корякин (14), В. Медведев (14), П. Бахуринский (11), Р. Шподарунок (11), Е. Торопов (10), С. Зинченко (10), В. Грушко (8), В. Удовенко (8), Р. Журавский (5), В. Шаленко (5), А. Маловичко (1) |
| Старший тренер — Н. К. Королёв (до августа), В. Н. Зуб (с августа) |
| 1 Количество сыгранных матчей с учётом игр в переходном турнире |

## Лучшие бомбардиры
| Футболист     | Команда                | Голы |
| ------------- | ---------------------- | ---- |
| В. Дзиоба     | СК Чернигов            | 18   |
| В. Жилин      | Фрунзенец (Сумы)       | 16   |
| А. Шидловский | Локомотив (Винница)    | 16   |
| Н. Русин      | Говерла (Ужгород)      | 16   |
| В. Кильдьяков | Гранит (Черкассы)      | 16   |
| А. Муха       | Авангард (Севастополь) | 14   |
| Я. Габовда    | Буковина (Черновцы)    | 14   |
| И. Бордаш     | Металлист (Харьков)    | 13   |
| А. Мартыненко | СК Луцк                | 13   |
| Ю. Цымбалюк   | Металлист (Харьков)    | 12   |